# Cận chiến

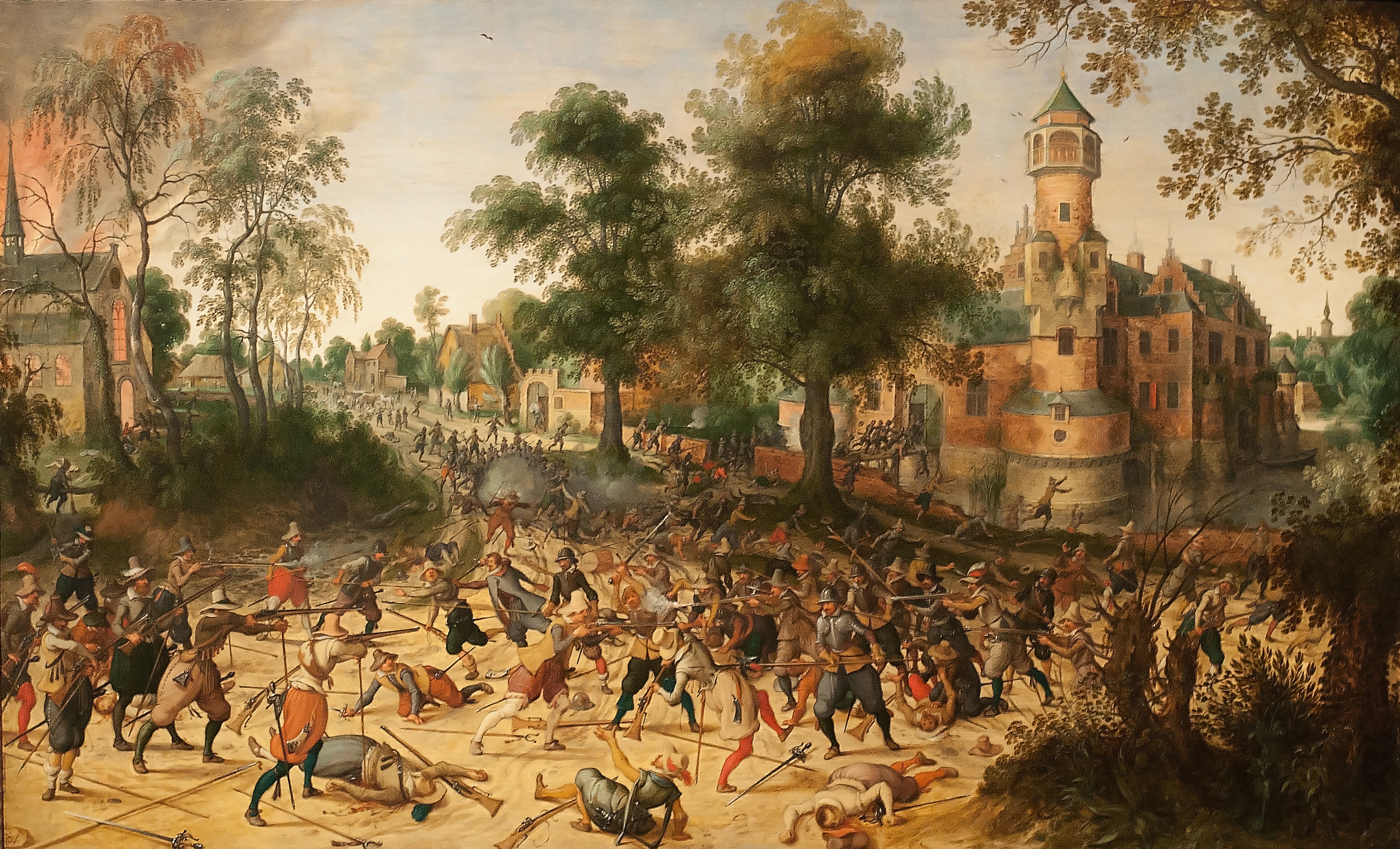
Cận chiến

Cận chiến là tình huống chiến đấu diễn ra trong tầm ngắn giữa 2 hay nhiều người. Các loại chiến đấu chung là tay không hoặc có vũ trang, tình huống chiến đấu sẽ diễn ra trong một không gian nhỏ hẹp. Trong quân sự, cận chiến thường diễn ra trong đô thị. "Cận chiến" là từ Hán-Việt, nghĩa là chiến đấu tầm gần, đánh nhau ở cự ly gần.